# Alianza (Half-Life 2)

Logo de la Alianza

La Alianza (the Combine en inglés, abreviado en sus propagandas CMB) es una raza y un imperio alienígena del videojuego de disparos en primera persona de Valve, Half-Life 2. Durante el juego, también es referido como "La Unión Universal" y "Nuestros Benefactores" como propaganda. Son los principales antagonistas del juego.

## Perspectiva general
La Alianza es un imperio que atraviesa múltiples dimensiones compuesto de una variedad diversa tanto de especies aliadas a la causa como esclavizadas para servir bajo ella. La dirección de la misma recae en una raza de extraterrestres llamados "Consejeros" (Advisors), que asemejan babosas gigantes con distintos mecanismos anexos a sus cuerpos. Su ejército está constituido por otras razas de extraterrestres diferentes que, en general, también han perdido su planeta a causa del imperio de la Alianza, y han sido obligados a servir para ellos. Modificados para servir en batalla, estos seres reciben el nombre de Synths.
Tras la tormenta de portales en la Tierra, ocurridas debido al incidente de Black Mesa, la Tierra se vio invadida por criaturas salvajes del mundo fronterizo Xen. Esta situación atrajo la atención de la Alianza, y después de una guerra que duró 7 horas, la Tierra sucumbe a la dominación Xen debido a la rendición de esta por el doctor Wallace Breen.

### Dominio en la Tierra
En el mundo ficticio de Half-Life 2, la Alianza domina a la humanidad con severidad y frialdad. La mayoría de los humanos han sido confinados a distintas ciudades, que son fuertemente controladas por la Alianza. El identificativo de cada ciudad es un número, siendo la de mayor importancia en el juego la Ciudad 17. Aquí, se pueden observar estructuras metálicas de color negro, que bloquean ciertos lugares, llamadas "barreras inteligentes". También la Alianza muestra propaganda por todos lados. Se ven pósteres alusivos al imperio en los edificios y al Administrador, el Dr. Breen, quien da discursos a través de pantallas instaladas en puntos estratégicos de la ciudad.
La Alianza posee escáneres que sobrevuelan la ciudad para mantener localizados a sus individuos, y tener un control proactivo y muy estricto de sus ciudadanos.

## Cuerpos de seguridad
La principal fuerza militar de la Alianza en la Tierra es la Vigilancia (Overwatch en inglés): humanos que han sido sometidos a algún proceso de modificación cíborg, que son los enemigos más frecuentemente encontrados a lo largo de Half-Life 2.
La Overwatch se compone de diversos cuerpos.
- Protección Civil: Es la cuasi-policía del pensamiento que patrulla las ciudades, monitoriza las vías aéreas públicas y conduce redadas aleatorias. Los componentes de este cuerpo son humanos (sin pasar ninguna modificación). Barney Calhoun, miembro de la resistencia, es un agente encubierto en Protección Civil.
- Soldados de la Vigilancia: Son la unidad militar principal de la Alianza en la Tierra. Los soldados patrullan y ejecutan la ley de la Alianza fuera de los límites de las ciudades.
- Élite de la Vigilancia: Son los soldados de élite de la Vigilancia. Estos han sufrido extensas modificaciones y pueden verse protegiendo la Ciudadela y, ocasionalmente, liderando brigadas de soldados corrientes.
- Acechadores (stalkers): Son esclavos ciborg mutilados que son formados a partir de ciudadanos disidentes (llamados anti-ciudadanos por la Alianza) y rebeldes capturados.

Por otro lado, se encuentran diversas razas alienígenas que, colectivamente, forman los Synth. Estos son criaturas que, durante un curso de la evolución y adaptación de la Alianza, han llegado a adaptarse a un lugar particular de su ejército. Antes criaturas orgánicas que vivían por su cuenta, fueron esclavizadas por la Alianza para volverlas en ejércitos temidos, con importancia en el imperio y sus conquistas. Varios tipos de synth se encuentran en la tierra.
- Cápsula del Consejero ("Advisor Pod"): Criaturas que permiten evacuar a los "Consejeros" ("Advisors") en caso de emergencia.
- Cangrejo Synth ("Crab Synth"): El jugador no los encuentra directamente, pero se encuentran en la Ciudadela; un synth con gran importancia en el ejército.[1]
- Nave de transporte ("Dropship"): Transporta y despliega tropas primarias en las zonas de combate.
- Nave de ataque ("Gunship"): "Aviones de ataque a tierra" que normalmente combaten en grupo.
- Mortero Synth ("Mortar Synth"): No se encuentra directamente, pero se muestran en la Ciudadela; un synth con gran importancia en el ejército.[1]
- Escáner de escudo ("Shield Scanner"): Versión orgánica del escáner de ciudad. Transporta y despliega minas en el campo de batalla.
- Raptor ("Hunter"): Una versión más pequeña y ágil del Zancudo, usado como escolta a las afueras de la ciudad.
- Zancudo ("Strider"): Gran criatura de asalto. Camina en sus tres piernas increíblemente largas y fuertes, elevándose en el campo de batalla.